# Ophropyx ciliata
Ophropyx ciliata är en skalbaggsart som beskrevs av Jean Baptiste Boisduval 1835. Ophropyx ciliata ingår i släktet Ophropyx och familjen Melolonthidae. Inga underarter finns listade i Catalogue of Life.